# Пресслужба
Пресслу́жба — відділ апарату глави держави або уряду, партії, з'їзду, змагань і т. ін., що відає зв'язком з органами масової інформації; відділ збору і обробки інформації з матеріалів преси.

## Діяльність
Взаємодія з пресою відбувається за допомогою випуску пресрелізів, організації пресконференцій, консультацій по телефону або інтернету. Взаємодія може здійснюватися як однією особою — прессекретарем організації, так і всіма співробітниками служби.